# 善女子佛教女眾國際協會
Sakyadhītā 國際佛教善女人協會或释迦女佛教女眾國際協會（英語：Sakyadhītā International Association of Buddhist Women），簡稱釋迦提達（音譯“釋迦提達”，義爲“釋迦/佛陀的女兒”、“善女子”），在華人世界又譯為善女人国际佛教妇女协会、「釋迦女」國際佛教婦女協會、国际佛教妇女会议或佛教善女人协会（Sakyadhita）、國際佛教善女人大會或Sakyadhītā 國際佛教善女人大會等名，是當代美國501(c)3免稅類的宗教非营利性组织，國際佛教比丘尼及女性信徒聯合組織，由德國上座部比丘尼艾雅·凱瑪（Ayya Khema）與美國藏傳比丘尼慧空法师（Karma Lekshe Tsomo）於1987年成立并舉辦第一屆大會，於1988年在美国加利福尼亚州正式登記註冊。現任會長爲慧空法師。
該協會每两年举行一次国际大会，參會者爲來自不同国家和传统的在家女眾、出家女眾等世界佛教徒女性。

## 宗旨
協會宗旨爲：“建立國際性的佛教女眾聯盟，提升世界婦女在世間與出世間雙方面的福祉，致力於佛法教育、培訓、組織、戒承上的兩性平等；提倡教內各傳承宗派之間以及佛教與其他宗教間的和諧共處；鼓勵有關佛教女性的研究與出版，培育慈悲的社會運動，饒益眾生，藉由佛陀的教誨，來促進世界和平。”

## 歷屆大會
舉例如下：
- 2017年，第十五屆，香港，主題：“当代佛教女性：沉思，文化交流与社会行为”（Contemporary Buddhist Women: Contemplation, Cultural Exchange & Social Action）。
- 2015年，第十四屆，印尼日惹，主題：“慈悲與社會正義”（Compassion and Social Justice）
- 2013年，第十三屆，印度吠舍離，主題：“草根性的佛教”（Buddhism at the Grassroots）[10]
- 2011年，第十二屆，泰國曼谷，主題：“通向解脫”（Leading to Liberation）
- 2010年，第十一屆，越南胡志明市，主題：“傑出的佛教女性”（Eminent Buddhist Women）
- 2008，第十屆，蒙古烏蘭巴托，主題：“轉變中的佛教：傳統，改變，與挑戰”（Buddhism in Transition: Tradition, Changes, and Challenges）
- 2006，第九屆，馬來西亞吉隆坡，主題：“全球多元文化社群中的佛教女性”（Buddhist Women in a Global Multicultural Community）
- 2004，第八屆，韓國首爾，主題：“過去與現今佛教女性的紀律和修行”（Discipline and Practice of Buddhist Women Past and Present）
- 2002年，第七屆，台灣台北，主題：“沟通世界的桥梁”（Bridging Worlds）[11]
- 1987年，第一屆，印度菩提伽耶，主題：“比丘尼在世間”（Buddhist Nuns in Society），由十四世達賴喇嘛主持。